# Parafia Matki Bożej Częstochowskiej i św. Barbary w Piechcinie
Parafia pw. MB Częstochowskiej i św. Barbary w Piechcinie – rzymskokatolicka parafia z siedzibą w Piechcinie, należąca do dekanatu barcińskiego w archidiecezji gnieźnieńskiej.

## Rys historyczny
Parafia została erygowana przez kard. Stefana Wyszyńskiego 1 września 1981 roku. 27 maja 1991 roku kard. Józef Glemp konsekrował nowo wybudowany kościół. Księgi metrykalne: ochrzczonych, małżeństw i zmarłych prowadzone są od 1981 roku.

## Zasięg parafii
Do parafii należą wierni z miejscowości Piechcin mieszkający przy ulicach: Barcińskiej, Bielawskiej, Dworcowej, Fabrycznej, Gazowej, 11 Listopada, Ogrodowej, Okrężnej, Pałacowej, Podgórnej, Radłowskiej, Skalników, Słonecznej, Wiertników i Zaleskiej oraz wierni z miejscowości: Aleksandrowo, Radłowo (część), Wapienno i Zalesie Barcińskie.